# Авраам (епископ Каррийский)
Авраа́м или Авраа́мий (др.-греч. Αβραάμης; около 350 — между 422 и 444) — христианский подвижник, сирийский пустынник, епископ города Карра, преподобный.

## Жизнеописание
Сведения о жизни Авраама сообщает Феодорит Кирский в XVII главе своей книги «История боголюбцев» (V век). Авраам родился вблизи города Кира. Он стал монахом. Бдением, стоянием на молитве и постом Авраам так изнурил своё тело, что очень долгое время оставался неподвижным, не мог ходить. Получив чудесное исцеление от Бога, в благодарность Всевышнему за него Авраам решил подвергнуть себя спасительным опасностям. Он скрыл своё монашество и переселился в одно большое селение Ливан (др.-греч. Λίβανος), о котором узнал, что оно покрыто мраком нечестия.
В окрестностях селения Ливана выращивали орехи. Под видом купца, Авраам вместе с другими купцами пришёл в Ливан с мешками, как будто с намерением купить орехов. Он нанял дом за небольшую плату и три или четыре дня безмолвствовал в нём. Авраам вместе с другими христианами в доме начали негромко совершать богослужения. Когда местные жители услышали пение псалмов, то глашатай созвал всех мужчин и женщин из селения, и они завалили двери дома Авраама, а потом принесли большое количество земли и с кровли сбросили её внутрь дома. Несмотря на это, обитатели дома продолжали только молиться Богу. По повелению старейшины жители остановили свой гнев, открыли дверь, разметали землю и приказали удалиться Аврааму и его спутникам из селения.
Пока происходили вышеописанные события, в селение пришли сборщики податей и начали жестоко наказывать жителей за неуплату, одних заключали в кандалы, а других били бичами. Авраам решил отплатить добром за зло местным жителям, он стал поручителем, пообещав сборщикам налогов через определённое время достать сто золотых монет, которых не хватало. Местные жители, плохо обошедшиеся с ним, удивились его человеколюбию, просили прощения у Авраама и приглашали его быть их покровителем. Авраам отправился в город Эмеса, нашёл в нём своих знакомых, взял у них взаймы сто золотых монет и, возвратившись в селение Ливан, выплатил подати за местных жителей. После этого жители попросили Авраама быть их покровителем. Авраам согласился с условием, что в Ливане будет построена христианская церковь. Местные жители дали согласие, и церковь была построена. После этого они уговорили Авраама, и тот стал священником в церкви. Прожив три года и подготовив священников для церкви, Авраам покинул селение и удалился вновь в свою монашескую келью.
Затем он стал епископом в Каррах. Являясь архиереем, Авраам продолжил строгую аскетическую жизнь: он питался малым количеством хлеба и воды, обходился без постели и не зажигал огонь. По ночам он совершал попеременно сорок псалмопений, заполняя промежутки между ними двойным количеством молитв; к концу ночи садился на стул и немного спал, сидя на нём. Кроме хлеба, Авраам ел сырую зелень: салат, цикорий и петрушку, плоды. Он не употреблял пищу, приготовленную на огне. Одежда Авраама была грубой и сшита была из шкур животных. Несмотря на своё воздержание, для странников, заходивших к нему, Авраам всегда имел готовые и постель, и хлеба — чистые и вкусные, и ароматное вино, и рыбу, и овощи, и всё иное подобное. В полдень он сам прислуживал странникам за столом, кормил их, но при этом сам ничего не ел из трапезы, приготовленной для странников. Кроме этого, Авраам был мудрым судьёй в городе, справедливо решая все споры между жителями города.
Император услышал об Аврааме и приказал ему явиться в столицу. Авраам разговаривал только на сирийском языке и ни слова не понимал по-гречески; несмотря на это, когда он приехал в Константинополь, император и его дети припали к рукам и коленам старца и просили благословения. В столице Авраам и умер.
Император хотел положить мощи Авраама в столице, но затем решил отдать тело умершего жителям города Карры. Император сам вызвался проводить тело умершего до пристани, во время проводов он шёл впереди всех; за ним следовал хор цариц, потом — начальствующие и подчинённые, воины и простые люди. По морю тело Авраама привезли в Сирию. С торжеством гроб Авраама был встречен в Антиохии и в других городах, до самой реки Евфрат. К берегу реки стеклись как местные жители, так и чужестранцы, они все наперебой старались получить благословение от покойного. Гроб сопровождало множество ликторов, которые устрашали бичами покушавшихся снять с тела почившего одежды, чтобы получить от них хотя бы небольшой лоскуток. Вся траурная процессия сопровождалась псалмопениями и плачевными песнями.
В первоисточнике у Феодорита год смерти Авраама не указан, не указано и имя императора, который принял Авраама в столице; автор статьи в Православной энциклопедии М. В. Грацианский считает, что Авраам умер между 422 и 444 годами.